# Spiranthera odoratissima
Spiranthera odoratissima är en vinruteväxtart som beskrevs av A. St.-hil.. Spiranthera odoratissima ingår i släktet Spiranthera och familjen vinruteväxter. Inga underarter finns listade i Catalogue of Life.